# Giordano Turrini
Giordano Turrini (ur. 28 marca 1942 w Anzola dell’Emilia) – włoski kolarz torowy, wicemistrz olimpijski oraz siedmiokrotny medalista mistrzostw świata.

## Kariera
Pierwszy sukces w karierze Giordano Turrini osiągnął w 1965 roku, kiedy zdobył srebrny medal w sprincie indywidualnym amatorów podczas mistrzostw świata w San Sebastián. W zawodach tych Włocha wyprzedził jedynie Omar Pchakadze z ZSRR. Na mistrzostwach świata we Frankfurcie w 1966 roku, wspólnie z Walterem Gorinim wywalczył brązowy medal w wyścigu tandemów, a na rozgrywanych dwa lata później mistrzostwach świata w Rzymie Włosi byli w tej konkurencji najlepsi. W 1968 roku Turrini wystartował także na igrzyskach olimpijskich w Meksyku, gdzie wywalczył srebrny medal w sprincie indywidualnym, ulegając jedynie Danielowi Morelonowi z Francji. Od 1970 roku startował w kategorii zawodowców, największe sukcesy osiągając w sprincie. W konkurencji tej zdobył cztery medale: srebrne na mistrzostwach świata w San Sebastián w 1973 roku i mistrzostwach w Lecce 1976 oraz brązowe podczas mistrzostw w Varese w 1971 roku i mistrzostw w Marsylii rok później. Ponadto wielokrotnie zdobywał medale torowych mistrzostw kraju, w tym trzynaście złotych.